# Abidos (Ásia Menor)

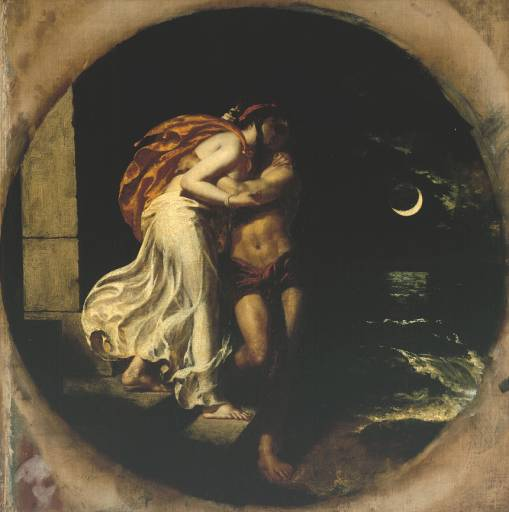
Hero e Leandro

Abidos ou Abido (em grego clássico: Ἄβῡδος), uma antiga cidade da Mísia, na Anatólia, situada em Nara Burnu ou Ponto Nagara, no melhor porto da costa asiática do Helesponto. No lado oposto de Abidos fica Sesto, no lado europeu, marcando um dos pontos mais estreitos do Dardanelos, quase dois quilômetros de largura (o ponto mais estreito fica em Çanakkale). O ponto estratégico foi uma área proibida no século XX. A história de Hero e Leandro se passou perto de Abidos.
Abidos foi mencionada pela primeira vez no catálogo dos aliados de Troia (Ilíada ii.836). Provavelmente foi uma cidade dos trácios, como mencionado por Estrabão, mas depois foi colonizada pelos milésios, com o consentimento de Giges, rei da Lídia, por volta de 700 a.C. Foi ocupada pelos persas em 514 a.C., e Dario I incendiou-a em 512 a.C. Em Abidos Xerxes I construiu duas pontes de barcos e atravessou o estreito em 480 a.C., quando invadiu a Grécia.
Abidos posteriormente tornou-se um membro da Liga de Delos, até que se rebelou contra o governo de Atenas em 411 a.C. Aliou-se a Esparta até 394 a.C.; o rei Agesilau de Esparta cruzou por ela ao retornar para a Grécia. Abidos, em seguida, passou para o domínio do Império Aquemênida, até 334 a.C. Alexandre, o Grande atirou uma lança em direção a Abidos durante a travessia do estreito e anunciou que a Ásia agora lhe pertencia.
Abidos é celebrada por sua vigorosa resistência contra Filipe V da Macedônia em 200 a.C., e é famosa na Mitologia como o lar de Leandro. Na literatura, Byron adotou o seu nome em A Noiva de Abidos. Ela cunhou moedas do início do século V a.C. até meados do século III.
A cidade existiu até o final do período bizantino como um importante ponto de pedágio e estação aduaneira do Helesponto, a partir daí sua importância foi sendo transferida para o Dardanelos, devido a construção dos "Velhos Castelos" pelo sultão otomano Maomé II, o Conquistador (c. 1456).